# 普佤语
普佤语是一种由中国夫拉族使用的彝语支方言连续体。有三种主要变体：圪勒颇、阿尼和拉波，可以看做不同语言。圪勒颇比其他两种方言更接近富卡语。尽管有三分之二的普佤人还在使用普佤语，其使用正在减少。
代表性圪勒颇普佤方言的研究有Pelkey （2011），是屏边苗族自治县新华乡菲租克村。